# Martin Ostermeier
Martin Ostermeier (21 settembre 1970) è un attore tedesco.

## Filmografia

### Cinema
- Schade eigentlich (1996)
- Sjeki Vatcsh (2001)
- Wunden (2006)
- Im Sog der Nacht (2009)
- Pepperminta (2009)
- Die Käserei von Goldingen (2010)
- Nachtexpress (2012)

### Televisione
- Dr. Stefan Frank - Der Arzt, dem die Frauen vertrauen (1994, episodio Alarm im OP)
- Il commissario Köster (1995, episodio Am helllichten Tag)
- L'ispettore Derrick (1995, episodio 22x10 Die Ungerührtheit der Mörder)
- Il becchino (2013 - 2019)